# Adam Voges
Adam Voges (ur. 4 października 1979 w Perth) – australijski krykiecista, praworęczny odbijający, czasami także leworęczny bowler rzucający w stylu wrist spin. W sezonie 2007/08 po raz pierwszy został powołany do reprezentacji Australii. Jak do tej pory (luty 2008) wziął udział w dwóch meczach reprezentacji.